# Černý rybník (přírodní rezervace)
Černý rybník je přírodní rezervace v Krušných horách. Rozkládá se na katastru obce Klíny v okrese Most zhruba 2,5 km severozápadně od Klínů po levé straně silnice ve směru Klíny-Fláje a svým spodním cípem zasahuje až ke státní hranici s Německem.
Rezervaci vyhlásil Okresní úřad Most dne 8. listopadu 1993 z důvodu ochrany přirozeného charakteru hydrologicky, botanicky i faunisticky zajímavého rašeliniště, které má rozlohu 13 ha a mocnost rašeliny 1,7 až 7 metrů. Součástí rezervace je Černý rybník, který dal rezervaci jméno, o rozloze 1,08 ha. Území rezervace se nachází v nadmořské výšce 805–815 m, hladina rybníka leží v nadmořské výšce 805 m. Rybník zde byl založen v 19. století k chovu ryb, jak napovídá jeho původní název Forellenteich (Pstruhový rybník).

## Vodstvo

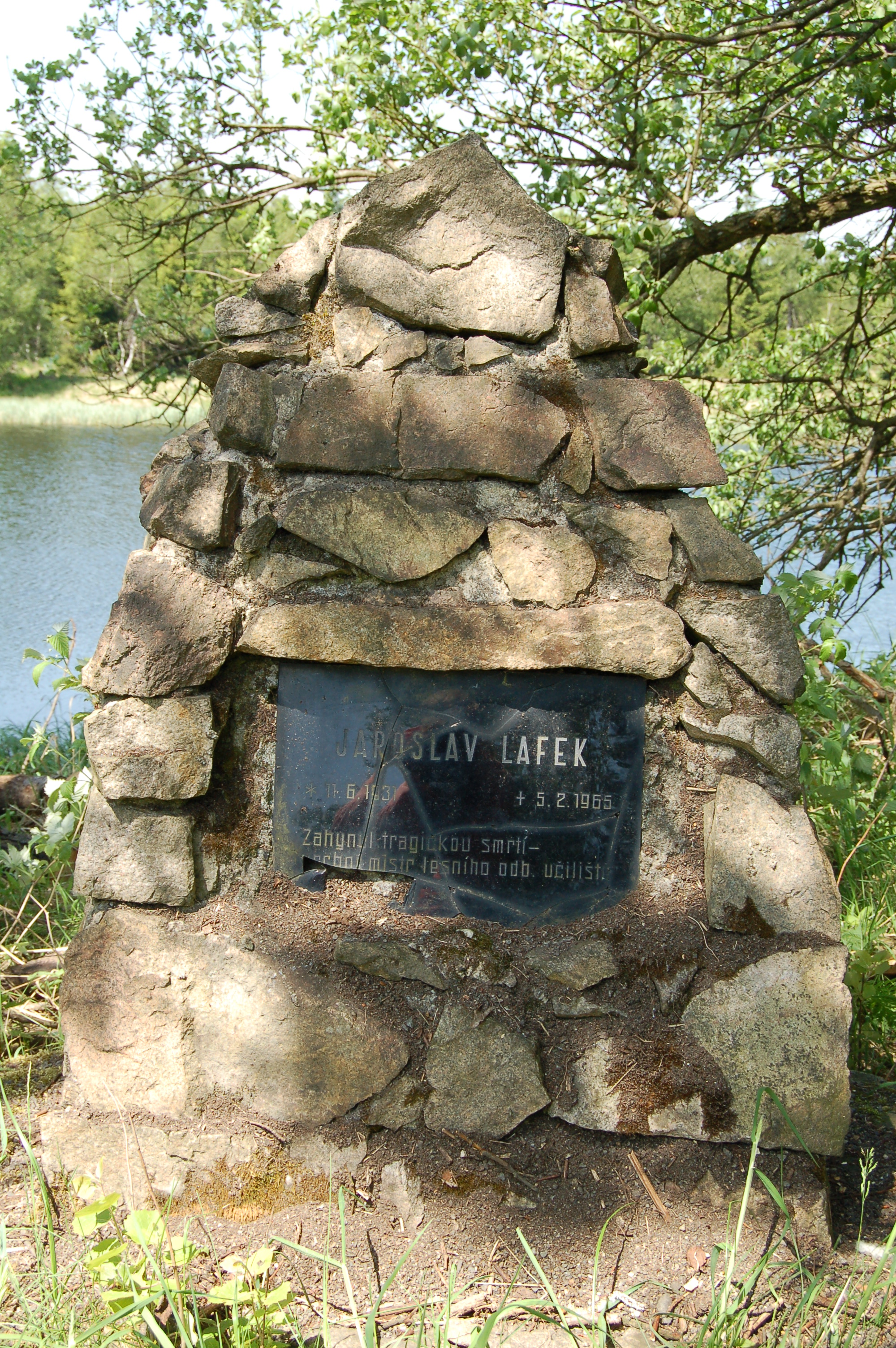
Pomníček u rybníka

Součástí chráněného území je prameniště potoka Svídnice, který protéká rybníkem a od území rezervace tvoří státní hranici s Německem až do svého vtoku do Flájského potoka u Brandova. Svídnice odvodňuje jižní část rezervace. Na východ vytéká z Černého rybníka bezejmenný pravostranný přítok Bílého potoka. Hluboké odvodňovací příkopy v rašeliništi dokládají, že v minulosti zde byly snahy o jeho odvodnění. Výsledkem těchto zásahů jsou i menší vodní plošky v okolí rybníka.

## Fauna a flóra
V severní části rezervace je významné tokaniště tetřívka obecného (Lyrurus tetrix). Z chráněné fauny se zde vyskytuje též sýc rousný (Aegolius funereus), kulíšek nejmenší (Glaucidium passerinum), zmije obecná (Vipera berus) či ještěrka živorodá (Zootoca vivipara). Na rybníce se objevuje též kachna divoká (Anas platyrhynchos) nebo čírka obecná (Anas crecca).
V rezervaci převládá typická rašeliništní květena. Roste zde řada druhů mechů, na sušších místech vřes obecný (Calluna vulgaris), vlochyně bahenní (Vaccinium uliginosum), borůvka černá (Vaccinium myrtillus) a také brusinka obecná (Vaccinium vitis-idaea). Z ohrožených druhů rostlin se zde nachází šicha černá (Empetrum nigrum), koprník štětinolistý (Meum athamanticum), klikva bahenní (Vaccinium oxycoccos) a rojovník bahenní (Rhododendron tomentosum). Z dřevin se vyskytuje borovice černá (Pinus nigra), borovice blatka (Pinus uncinata subsp. uliginosa), smrk ztepilý (Picea abies), bříza bělokorá (Betula pendula), jeřáb obecný (Sorbus aucuparia) a různé druhy vrb (Salix). Na jižním okraji roste nepůvodní smrk pichlavý (Picea pungens), v severozápadní části suchopýr pochvatý (Eriophorum vaginatum). Východní část přechází ve značně zamokřenou rašelinnou smrčinu.
Mezi západním břehem rybníka a silnicí se nachází jednoduchý pomníček mistra lesnického učiliště z Flájí Jaroslava Lafka, který zde v roce 1962 zahynul.